# Antonie Janková
Antonie Janková také Antonie Janek nebo Tonička Janková (* 11. ledna 1948 Ostrava) je česká střihačka většinou dokumentárních filmů. Je manželkou dokumentaristy Miroslava Janka a střihačkou jeho filmů. Se stříháním dokumentárních filmů začala jako emigrantka v USA. Po návratu do České republiky se věnuje filmovému střihu a vyučuje na katedře střihové skladby FAMU. 

## Životopis
Hana Tomešová se narodila v Ostravě. V šedesátých letech dvacátého století pracovala v Divadle Petra Bezruče jako rekvizitářka a osvětlovačka. V témže divadle hrála v září 1968 „školačku“ v inscenaci Těžká hodina. Jako „Tonka“ Tomešová vystupovala v divadle Waterloo.
Také v Praze vystřídala několik zaměstnání. Ve filmových ateliérech Barrandov byla zaměstnána jako laborantka. V Divadle Jiřího Wolkera dělala osvětlovačku. Začala studovat filmový střih na pražské FAMU. Již neměla rodiče a tak studovala externě. Na plný úvazek pracovala jako asistentka střihu ve studiu Československé televize v Jindřišské ulici. Po třech letech opustila filmové studium a odešla do emigrace. V USA rok dělala různé práce, protože neuměla anglicky. Poté začala pracovat v menší filmové společnosti v Minneapolis. V roce 1980 se provdala za Miroslava Janka a stala se střihačkou nejen manželových filmů.
Po návratu do České republiky se věnuje filmovému střihu a pedagogické činnosti. Vyučuje na katedře střihové skladby FAMU.
V roce 2009 podepsala otevřený dopis, ve kterém české osobnosti kulturního světa požadovali zastavení výběrového řízení na ředitele České televize a odstoupení všech kandidátů. Dopis byl adresován představitelům politických stran.
Z rozhovoru s autorkou:
| „ | No takže ten dokument, to tak nějak vyšlo, ale já jsem vědela, že chci dělat hlavně dokument..... Stříhala jsem pár hraných filmů, a to je tedy daleko jednodušší práce... Ale většinou to není žádné dobrodružství. Ta stavba dokumentu, speciálně takového, co většinou dělám já, který vlastně neobsahuje scénář, ale převážně se jedná o situační dokument, tak to je po každé hrozné dobrodružství. | “ |

## Tvorba

#### Střih – výběr
Přibližně od roku 1995 střihá všechny filmy svého manžela Miroslava Janka. Většinou pracuje na dokumentárních filmech.
- 1998 – ...až na věky, režie Michaela Pavlátová, Pavel Koutecký
- 1999 – Absolutní láska, režie Michaela Pavlátová, povídka
- 2000 – Bitva o život, režie Roman Vávra, Miroslav Janek, Vít Janeček
- 2001 – Nachové plachty, režie Miroslav Janek
- 2003 – Bezesné noci, režie David Čálek, Radim Špaček
- 2003 – Nevěrné hry, režie Michaela Pavlátová, hraný, psychologický film
- 2003 – Čert ví proč, režie Roman Vávra, pohádka
- 2004 – Mír jejich duši, režie Pavel Štingl
- 2005 – Chačipe, režie Miroslav Janek

- 2005 – Kamenolom Boží, režie Břetislav Rychlík
- 2008 – Děti noci, režie Michaela Pavlátová, psychologické drama
- 2008 – Ghetto jménem Baluty, režie Pavel Štingl
- 2008 – Občan Havel, režie Pavel Koutecký, Miroslav Janek (dokončení)
- 2009 – Dobře placená procházka, režie Miloš Forman, opera, záznam divadelní inscenace
- 2010 – For Semafor, režie Miroslav Janek, hudební dokument
- 2013 – Šmejdi, režie Silvie Dymáková
- 2013 – Eugéniové, režie Pavel Štingl, historický, populárně-vědecký dokument
- 2014 – Olga, režie Miroslav Janek, životopisný dokument
- 2015 – Filmová lázeň, režie Miroslav Janek
- 2015 – Evangelium podle Brabence, režie Miroslav Janek
- 2016 – Normální autistický film, režie Miroslav Janek
- 2017 – Universum Brdečka, režie Miroslav Janek, životopisný dokument
- 2018 – Markéta chce taštičku, režie Miroslav Janek
- 2018 – V Mosulu, režie Jana Andertová, válečná reportáž[12]
- 2022 – Všechno dobře dopadne, režie Miroslav Janek

#### Pedagogické vedení
- 2005 – Věci, režie Marta Hrubá
- 2011 – Trojmezí, režie Klára Řezníčková
- 2015 – V jiném stavu, režie Jiří Kunst

V několika filmech si také zahrála. Lze uvést sociálně-psychologické drama Cesta ven nebo filmový dialog Evangelium podle Brabence, což je pokračování knihy rozhovorů novinářky Renaty Kalenské a muzikanta a literáta Vratislava Brabence.

### Ocenění
- 2000 – vítězka ceny za střih filmu Bitva o život, Trilobit Beroun
- 2005 – nominace na Cenu českého filmu za rok 2005, nejlepší střih – film Mír jejich duši[13]